# Liste des routes d'Ukraine
Cet article dresse la liste des routes d'Ukraine.

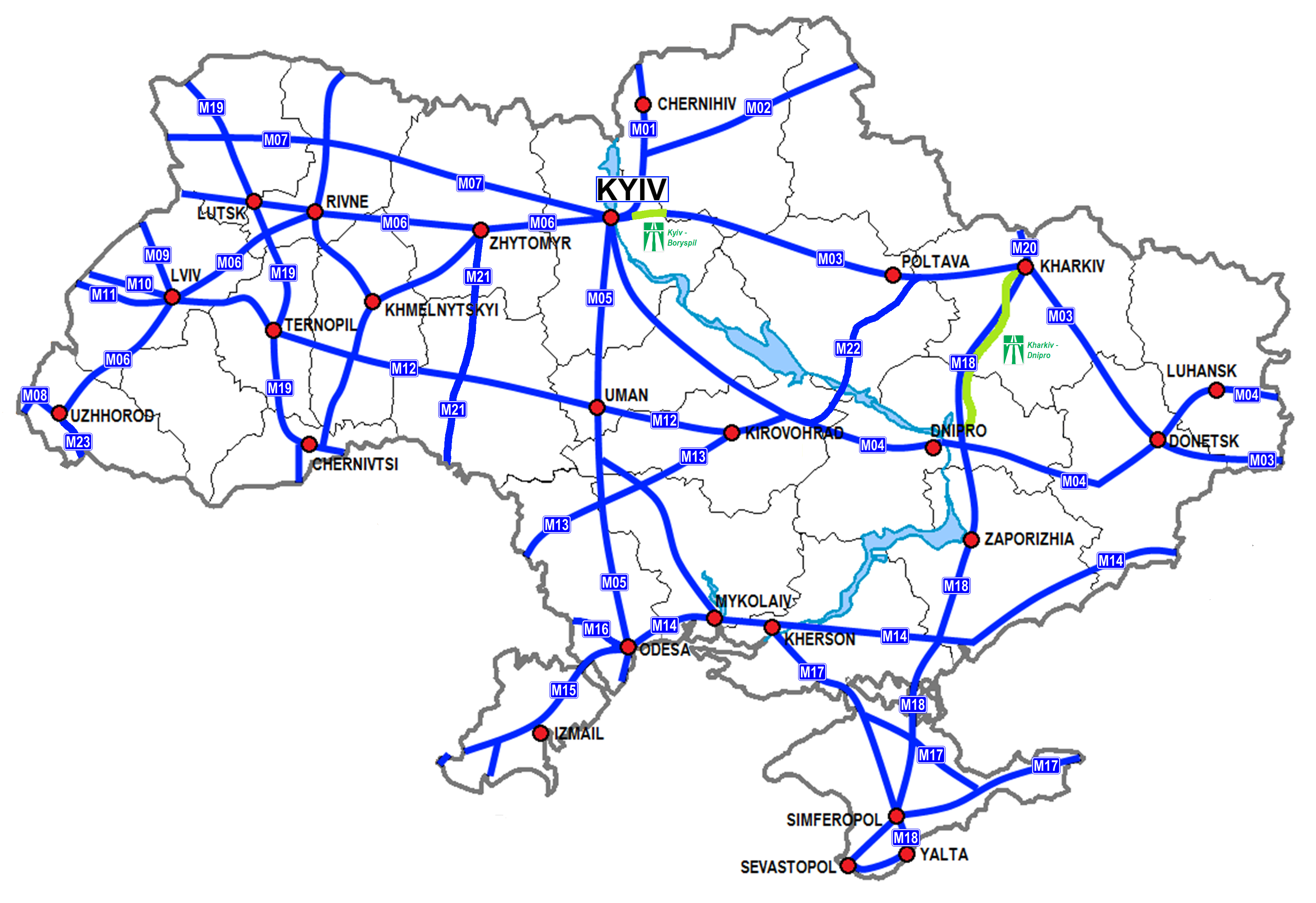
Carte du réseau routier ukrainien : en vert, les autoroutes

## Autoroutes
- Autoroute R 66.